# Петрозино (Катанија)
Петрозино је насеље у Италији у округу Катанија, региону Сицилија.
Према процени из 2011. у насељу је живело 1193 становника. Насеље се налази на надморској висини од 803 м.